# 八角鼓

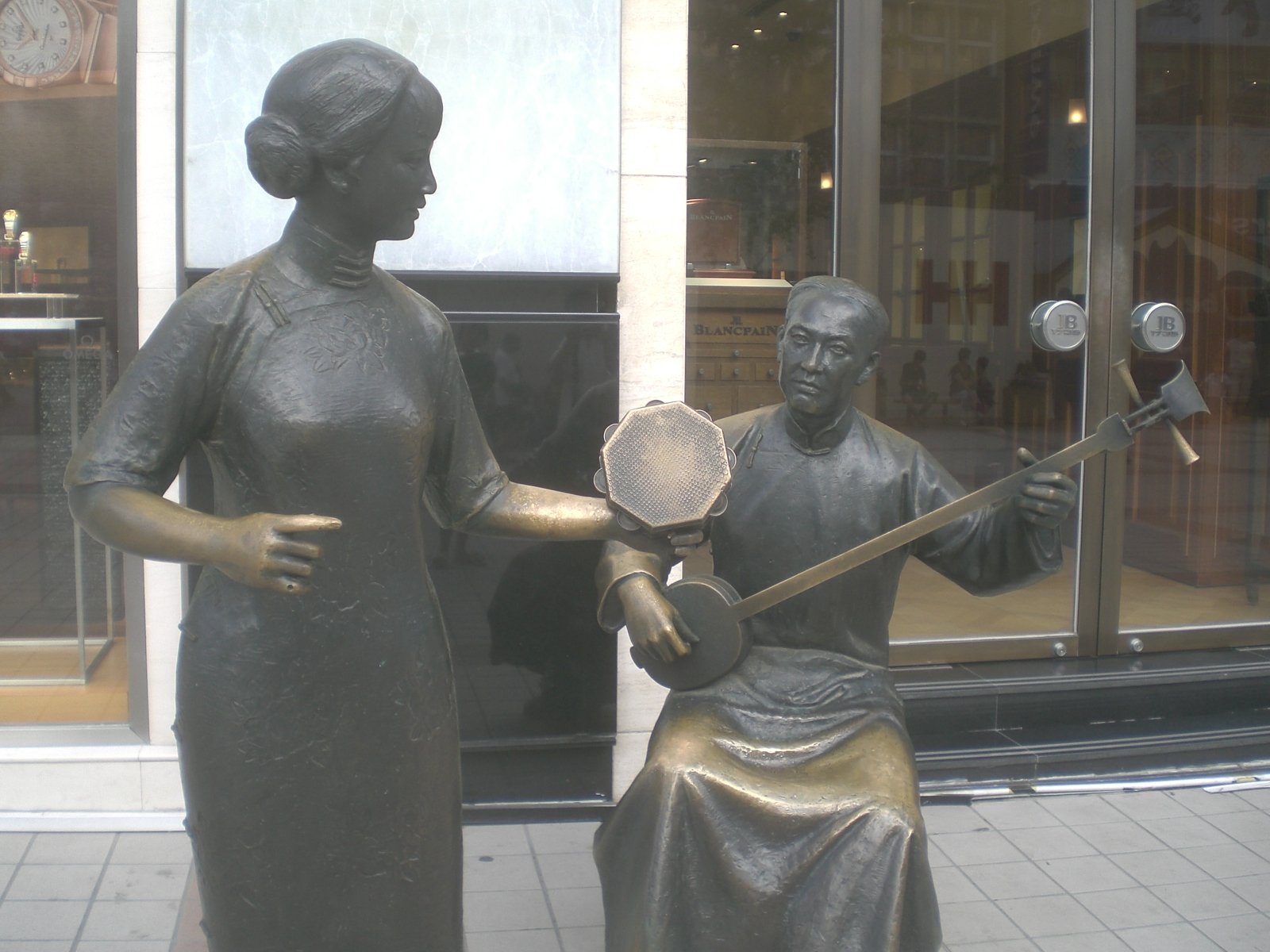
八角鼓 及 三弦

八角鼓是一种起源于中国的民间乐器，也是清代盛行一种艺术形式，又称单弦或单弦牌子曲。是相聲的前身之一。

## 起源与历史
8个角，8面鼓墙，或谓象征着清代正黄、正白、正红、正蓝、镶黄、镶白、镶红、镶蓝八个旗；或谓象征着“休、生、伤、杜、景、死、惊、开”八门。8个孔24个铜片，意謂24位固山。没开孔的1面安着1个直穿鼓内、锥形圆顶的铜钉，外有3个铜片以作固定，意謂是“定罢干戈”，為希望天下太平的含义。在鼓墙外铜钉下挂有铜环，环上有两条丝绳，下缀两个穗子，象征“谷秀双穗”，希望丰收的意思。二穗颜色不同，一說為杏黄、鹅黄，象征内八旗与外八旗；穗长3尺，暗合三才。一说原为黄、蓝二穗，黄穗者为皇室所用，蓝穗者为平民所用。八角鼓上蒙蟒皮，意为，内外蒙古，象征中国统一。
1644年清朝定都北京，八旗入关，八角鼓正式进入关内。乾隆年间，八角鼓逐步发展成为坐唱形式的曲艺音乐，盛行于贵族（即北京旗人）间，多组织票房，编词演唱以为自娱。出现了该行业的专业演员。使其逐渐在北京、直隶、山东等关内地区流行。
自乾隆末年以后，旗籍子弟演唱的八角鼓包括5种演唱形式：
- 岔曲
- 群曲，由多人齐唱、轮唱，有鼓、板、锣、钹和弦乐伴奏。1949年后，这种形式有所改革，由多人亦歌亦舞演唱，称为“单弦联唱”。
- 拆唱八角鼓，由演员分饰正、丑角色。以3人演唱的节目为多。因其演唱近于戏曲，俗称“八角鼓带小戏”。
- 单弦，以1人操三弦自弹自唱而得名，演出方式有两种：自弹自唱以及1人站唱、以八角鼓敲击节拍、另1人操三弦伴奏。
- 双头人，演唱内容与单弦相同。由2人共操1支三弦：1人按弦，1人弹拨，同时轮唱曲词。